# ジ・エンプティ・フォックスホール
『ジ・エンプティ・フォックスホール』（The Empty Foxhole）は、アメリカ合衆国のフリー・ジャズ・ミュージシャン、オーネット・コールマンが1966年に録音・発表したスタジオ・アルバム。

## 背景
当時10歳であったオーネットの息子デナード・コールマンがドラムスを担当しており、デナードは後に、父オーネットが率いるバンド「プライム・タイム」の正式ドラマーとなった。オーネットは本作で、アルト・サクソフォーンだけでなくトランペットとヴァイオリンも演奏しており、「サウンド・グラヴィテーション」は、オーネットが公式な録音としては唯一、ヴァイオリンに専念した曲である。本作でベースを弾いたチャーリー・ヘイデンは、公式な録音としてはアルバム『フリー・ジャズ』（1960年12月録音）以来約6年ぶりに、オーネットのサイドマンを務めた。
ジャケットに使用された絵はオーネット自身が描いた。

## 評価
オーネットと共演経験のあるフレディ・ハバードは、ブラインド・フォールド・テストで本作を聴いた際、デナードのドラムスの演奏に関して「ちびっ子がふざけているようだ」とコメントした。また、マイルス・デイヴィスがブラインド・フォールド・テストを行った際には、オーネットのトランペット演奏をドン・チェリーと思ったという。
スティーヴ・ヒューイはオールミュージックにおいて5点満点中3点を付け「彼の作品の中でも、特に好奇心をそそる物の一つ」「デナードの手によるムラっ気のある打楽器は、決して支離滅裂になっておらず、彼の『意識の流れ』から溢れ出るアイディアは、父およびベーシストのチャーリー・ヘイデンと共に、驚くほど良い状態を保っている」と評している。また、ロバート・スペンサーはAll About Jazzにおいて「ここでのオーネットのアルト演奏は、いつもより簡素である」「オーネット・コールマンは伝統的なミュージシャンでないが、決して悪いアルバムは作らないだけの音楽的才能に恵まれている」と評している。

## 収録曲
全曲ともオーネット・コールマン作曲。
1. グッド・オールド・デイズ - "Good Old Days" - 6:50
2. ジ・エンプティ・フォックスホール - "The Empty Foxhole" - 3:20
3. サウンド・グラヴィテーション - "Sound Gravitation" - 7:17
4. フリーウェイ・エクスプレス - "Freeway Express" - 8:18
5. フェイスフル - "Faithful" - 7:05
6. ジグ・ザグ - "Zig Zag" - 5:59

## 参加ミュージシャン
- オーネット・コールマン - アルト・サクソフォーン(on #1, #5, #6)、トランペット(#2, #4)、ヴァイオリン(#3)
- チャーリー・ヘイデン - ダブル・ベース
- デナード・コールマン - ドラムス